# Peyrat-le-Château
Peyrat-le-Château (tiếng Occitan: Pairac (lo Chasteu)) là một xã của tỉnh Haute-Vienne, thuộc vùng Nouvelle-Aquitaine, miền trung nước Pháp.